# Carranga
La carranga es un género musical folclórico colombiano. Es originario de la région andina, concretamente del altiplano cundiboyacense. El género se dio a conocer en los años 70 de la mano del compositor Jorge Velosa, quien interpreta torbellinos, rumbas criollas y merengues campesinos, con su agrupación musical: Los Carrangueros de Ráquira.
La carranga surge como resultado de un proceso de transculturación, influenciada por géneros musicales de origen español y de diversas regiones de Colombia.
En la ejecución de la Carranga se utiliza la guitarra, el tiple, requinto, la guacharaca y la voz.

## Origen
Su origen se atribuye al cruce entre el merengue campesino del altiplano cundiboyacense, santandereano, con la rumba criolla, el paseo vallenato y con géneros más típicos como el bambuco y el torbellino. 
Hoy en día existen incontables grupos de música campesina "carranguera" o "carranga", convirtiéndose así en una escuela a nivel nacional.
En Bogotá, lucharon por mantener el género, "El son de allá", "Los Filipichines", "Los fiesteros de Boyacá" y "Manuel Sierra y su grupo armazon carranga mix", quien fuera el primer grupo en Colombia en fusionar la carranga con bajo, batería, guitarras eléctricas, piano, violín y bailarinas.
Se destaca la lucha en el interior del país por el ritmo carranguero de los dinosaurios de la carranga, a ellos se les debe que el género carranguero hoy sea grande, estos grupos tienen más de 25 años en la difusión de la carranga en Colombia. Son ellos el padre del género Jorge Veloza Ruiz, El son de allá, Los fiesteros de Boyacá, Los filipichines, Manuel Sierra y su grupo Armazón carranga mix, todos ellos vigentes en el género carranguero y son los que han hecho crecer el género: los dinosaurios de la carranga. Grupos aún vigentes que ejecutaban su labor en tarimas del país llevando la carranga durante esos años y que sufrieron los avatares de la discriminación del campesino en la ciudad de Bogotá, dado que en su momento oír carranga para muchos era visto mal, "que horror" decían, al no tratarse de los ritmos tradicionales habituales ya conocidos y muy difundidos para ese entonces [cita requerida] Pero debido a la persistencia y tesón de estos grupos, nacieron nuevos grupos carrangueros, algunos con orquestas, otros grupos que son profesionales y han grabado música, y grupos de jóvenes estudiantes de música en universidades del país.
Hay un semillero de niños y niñas que ya tienen sus grupos carrangueros, llevados de la mano de sus casas de cultura de las diferentes poblaciones del país. Se puede decir que el género de la música carranguera es extenso en Colombia, no hay pueblo del altiplano que no tenga entre 5 y 10 grupos musicales carrangueros. Es tan lucrativa la carranga que hoy hay concursos de música carranguera en cada feria de pueblo al igual que conciertos y orquestas.
Se podrá asegurar entonces que en un futuro este género musical emergente habrá desplazado los ritmos tradicionales como el Torbellino, el Pasillo, el Bambuco, la Rumba Criolla, Danza y Contradanza; tradicionales y folclóricos representativos del altiplano actualmente previsto.

#### Origen del nombre
En el altiplano cundiboyacense, la palabra carranguero designa tradicionalmente a la persona que ejerce el oficio de matarife y comerciante de animales moribundos o muertos recientemente. Del mismo modo, en el argot popular se llama a dicho animal "carrango".
Con este precedente, varias hipótesis han surgido alrededor de la décision de Velosa para asignarle un nombre al género. Aunque él mismo ha señalado en algunas entrevistas que eligió el término por su sonoridad —que recuerda al sonido de la guacharaca—, varios estudiosos y entusiastas del género proponen una interpretación más simbólica. Según esta, el nombre habría sido escogido con la intención de resignificar el término “carranga” y, a modo de alegoría, representar al músico carranguero como aquel que rescata la música tradicional de cuerdas —ya en decadencia— y la revitaliza.
Lo cierto es que tanto el concepto de la carranga como la figura del carranguero han sido elementos centrales en la narrativa del género, estando presentes en múltiples canciones, tales como: el carranguero, mi compadre chulo, entre otras.

## Narrativa carranguera
Las expresiones musicales carrangueras, como las coplas y canciones, recogen las vivencias de los campesinos en su trabajo cotidiano y en la vida compartida. Hablan de sus montañas, vacas, caminos, amores, sufrimientos, y de su relación con la naturaleza, y la producción agropecuaria. En la cosmovisión carranguera se expresan pensamientos y experiencias del mundo rural con el propósito de transmitir una visión ambiental, filosófica, ética, política y estética que refleja una vida deseable. El repertorio clásico se caracteriza por expresiones de amor, orgullo y un profundo compromiso con el entorno rural. El repertorio más contemporáneo ha flexibilizado  
La carranga es una forma de expresión y de identidad a partir del sentir popular mezclado con lo cotidiano, teniendo en cuenta la creación colectiva y personal. Es un género que ha servido como punto de partida para otras tendencias musicales y como referencia o objeto de investigación sociológico, antropológico y musical.

La carranga es canto pregón y sueño. Es pensamiento, palabra y obra. Es un amor cotidiano con la vida y sus querencias y un compromiso con el arte popular.
Jorge Velosa

## Evolución
Músicos como Libardo González (profesor de música), Manuel Sierra (licenciado en pedagogía musical, maestro de música y sociólogo del folklore), Jaime Castro (profesor empírico de instrumentos primarios) y Delio Torres (profesor de cuerdas), entre otros, son maestros de la carranga, quienes han formado muchos de los 3.500 grupos carrangueros que se calculan hay hoy en Colombia. 
A finales del año 2001, se originó un nuevo fenómeno musical con la aparición de "El campesino embejucao", canción de un desconocido compositor santandereano que, hasta ese momento, estaba dedicado a su profesión, el abogado Oscar Humberto Gómez Gómez. El sorpresivo éxito de este tema musical, que su autor inscribió en un novedoso y curioso aire muy influenciado por la carranga, el "bambuco guasca", condujo a que su creador le diera vida, casi que forzado por la opinión popular, a un personaje típico al que denominó con el mismo nombre de su exitoso tema. Fue así como nació "El campesino embejucao".
Otros intérpretes de Santander que son muy conocidos son Memo Viviescas, quien ha compuesto varios de los éxitos del Tocayo Vargas, otro reconocido intérprete de esta región. Juan ibarra, cantautor de San Vicente de Chucuri, quien tiene trayectoria con su grupo Juan Ibarra y los Chucureños; Josefito Serrano, Mario Diaz  y Orlando Silva, entre otros. Otro intérprete destacado es Carlos Rodríguez de Norte de Santander, con su agrupación Los Dotores de la Carranga, reconocidos por su tema "La de Estrato Ocho", una crítica a las mujeres que se agrandan al ir a la ciudad. 
Velo de Oza, agrupación de Tunja liderada por Frank Forero, que fusiona la música carranguera con el rock (pioneros de la carranga rock), llevando este género a otros países como España, Alemania, República Checa y Estados Unidos con más de 26 shows, incluyendo en su alineación el tiple, guacharaca, tiple requinto, guitarra eléctrica, bajo eléctrico, batería y armónica. De esta manera se convierten en los referentes más grandes de las nuevas músicas colombianas desde la música carranguera. La agrupación ha participado en escenarios de música alternativa para atraer más público al género como Rock al Parque, Ibagué Ciudad Rock, SXSW y WOMEX, entre otros. Participantes de por selección de jurados en los mercados culturales más importantes del mundo asistiendo como negociantes en Santiago de Compostela, Islas Canarias, y Gales (Reino Unido). Y seleccionados para showcase en SXSW (US), Bomm (Bogotá) y CIRCULART (Medellín). Sus dos discos (SUMERCÉ y CHOWÉ) fueron pre nominados a los premios Grammy Latinos. Han tenido colaboraciones con Carlos Vives, Aterciopelados, Genitallica (México), Los Petit Fellas y con el ciclista Nairo Quintana, quien canta por primera vez en la canción “Chowé” dedicada a los deportistas colombianos. Sus temas temas son principalmente composiciones de su vocalista Frank Forero, sin embargo también re versionan algunas canciones de Jorge Velosa Ruiz.
El grupo Los Rolling Ruanas tambien son emblematicos de una carranga moderna utilizando tiple, guacharaca, y hasta instrumentos más contemporáneos 
El grupo San Miguelito de Tunja, conformada por tres hermanos: Efraín Albarracín (economista), Edwin Albarracín (arquitecto), autor de  una tesis que se relaciona con la carranga, y Fernando Albarracín (economista), prenominados a los premios Grammy Latino, y ganadores a mejor grupo Folclor del Año en los Premios Nuestra Tierra, son pioneros en la mezcla de instrumentos autóctonos de la carranga con guitarras eléctricas, batería e instrumentos contemporáneos, generando un sonido más fresco y juvenil a la carranga, con giras en países como Estados Unidos, Francia, Italia y Ecuador, entre otros. Involucran en este género musical canciones de varios autores conocidos del género como "La china que yo tenía ", "Por fin se van a casar", "Te digo adiós", temas de Jorge Velosa, y canciones propias como "De donde es" (homenaje al ciclista boyacense), "El Buen Mozo" y "La Celosa". Su estilo es conocido como carranga fusión, siendo los grandes referentes nacionales e internacionales de este género musical. 
Más recientemente, el grupo "4 carrangos" del boyacense Manuel Cortés González, quien formó parte de la agrupación original de Jorge Velosa, "Los Carrangeros de Ráquira", ha hecho un aporte al repertorio de la música carranguera con sus composiciones incluidas en su disco "Salido de molde", donde se destacan temas como "La Rumba de la Plaza" y "El Carrango Metalero", entre otros, que imprimen al género un sonido más contemporáneo en su forma tradicional (requinto, tiple, guitarra y guacharaca) sin dejar atrás la identidad de la música carranguera.

## Metodología musical
La carranga se interpreta con guitarra, tiple, requinto y guacharaca, y voces divididas en voz principal y coros. Quien es la voz principal, suele tocar la guacharaca (aunque hay grupos quien es vocalista interpreta otro instrumento o simplemente canta sin ejecutar otro instrumento). 
Por motivos de la evolución de la música en todo el territorio nacional la música campesina no ha estado exceptuada de incluirse dentro de las evoluciones y apropiaciones de los géneros musicales. Dentro de las nuevas adaptaciones del ritmo "carranguero" se incluyen el bajo eléctrico, los timbales, las claves, congas y batería.    
Es un género muy alegre y fiestero, que pregona el sentir campesino, el amor por el campo, la ecología, el buen humor y la crítica social. Entre los grupos más representativos de Carranga encontramos: "los Carrangueros de Ráquira" (1980), "Jorge Velosa y los Hermanos Torres" (1990), "Velosa y Los Carrangueros" conformado por los maestros Manuel Cortés González en el tiple, José Fernando Rivas Gómez en la guitarra y Jorge González Virviescas en el requinto, "Jacinto y Sus Hermanos", "El Pueblo Canta", etc.

## Baile
El baile de la carranga consiste en saltar de un lado hacia otro, poniendo de un salto un pie en un lugar y luego otro al lado, igualmente hacia adelante y hacia atrás, o también simplemente flexionado un pie de apoyo mientras el otro se levanta un poco del suelo para llevarlo casi junto al otro, una técnica similar a la anterior es pasar el pie levantado teniendo que girar un poco cada bailarín hacia uno de los lados, las parejas puede ir agarrados del cuerpo, de las manos o simplemente no ir agarrados.

## Autores
Jorge Luis Velosa Ruiz es un cantautor colombiano que adquirió reconocimiento por ser el co-iniciador del nuevo género musical conocido como carranga. Él, con Javier Moreno Forero, Javier Apráez y Ramiro Zambrano crearon el grupo musical campesino Los Carrangueros de Ráquira. Su primer álbum fue con el álbum musical "Los Carrangueros de Ráquira".
Casi a la par también se crearon grupos como El Son de Allá y luego El Pueblo Canta, Los fiesteros de Boyacá, Los filipichines, Manuel Sierra y su grupo Armazón carranga mix. Todos ellos con más de 10 CD grabados y una experiencia musical de más de 25 años y todavía vigentes en la lucha por la carranga, quienes fueron los precursores de esta música, de los cuales sus éxitos han quedado dentro de la riqueza cultural de esta región.